# Presentismo (análise histórica)
O termo presentismo é usado em estudos históricos e literários para se referir à sobreposição de ideias e perspectivas do presente em interpretações e representações do passado. Alguns historiadores buscam evitar o presentismo em suas obras, por considerá-lo uma forma de viés cultural e acreditarem que ele cria uma compreensão distorcida do objeto de estudo. A prática do presentismo é vista por alguns como uma falácia comum à escrita sobre o passado.
O Oxford English Dictionary faz menção pela primeira vez ao presentismo em seu caráter histórico a partir de 1916, e a palavra pode ter sido usada com esse sentido já na década de 1870. O historiador David Hackett Fischer identifica o presentismo como uma falácia, também conhecida como a “falácia do nunc pro tunc” (literalmente “agora por então”). Ele disse que um “exemplo clássico” de presentismo é a “História Whig”, quando certos historiadores britânicos dos séculos XVIII e XIX produziram uma historiografia que se valia do passado para validar suas crenças políticas pessoais. Essa forma de interpretar o passado é presentista, pois não retrata objetivamente o passado em seu contexto histórico, e ao invés disso, enxerga a história unicamente através das crenças contemporâneas aos Whig. Ao enfatizar a relevância da história para o presente, esse tipo de metodologia dá pouca atenção e até mesmo negligencia elementos que julga menos importantes, consequentemente resultando em representações deturpadas do passado. “História Whig” ou “tendência whig” são frequentemente utilizados como sinônimos para o presentismo, principalmente quando a representação histórica em questão é teleológica ou triunfalista.

## Análise sociológica
O presentismo tem um histórico breve nas análises sociológicas, onde é usado para descrever deterministas tecnológicos, pessoas que interpretam mudanças comportamentais como iniciando a partir da introdução de uma nova tecnologia. Acadêmicos como Frances Cairncross, por exemplo, proclamaram que a Internet havia trazido a “morte da distância”, apesar de inúmeros vínculos comunitários e econômicos já se configurarem transcontinentalmente e até mesmo intercontinentalmente há muitos anos.

## Juízos de valor
O Presentismo também se faz um fator nos questionamentos polêmicos quanto à história e juízos de valor. A perspectiva ortodoxa entre os historiadores tende a ser a de que ler noções modernas de moralidade em eventos passados é cometer um erro de presentismo. Para evitar isso, historiadores se restringem a descrever o ocorrido, e tentam evitar transmitir julgamentos através da linguagem utilizada. Em uma época em que a escravidão era amplamente normalizada, permitir que esse fato interfira no seu julgamento e análise sobre um grupo ou indivíduo seria presentista e, consequentemente, algo a ser evitado.
Críticos dessa posição apontam que a ausência do presentismo em questões como o escravismo equivaleria a legitimar as ideias das classes dominantes — nesse caso, os escravistas —, em detrimento de seus opositores da época. O professor de história Steven F. Lawson argumenta:
Em relação à raça e à escravidão, alguns historiadores descobriram dados inéditos ao levantarem novas questões sobre questões raciais, influenciados pelas demandas presentes. Descobriram, para exemplificar, pontos de vista e comportamentos entre as pessoas escravizadas que contradizem historiografias mais antigas, narrativas essas narradas majoritariamente pela perspectiva dos escravocratas. Juntamente às várias formas de resistência adotadas pelos escravizados, os opositores à escravidão nos séculos XVIII e XIX — tal como os Quakers e os abolicionistas — contestavam a escravização dos africanos, se utilizando de argumentos morais.
Alguns críticos também argumentam que evitar juízos de valor é praticar um relativismo moral. Alguns historiadores religiosos, como William of Ockham, Robert Merrihew Adams e Philip L. Quinn defendem que, por ser criada por Deus, a moralidade é atemporal; afirmam não ser anacrônica a aplicação de parâmetros atemporais ao passado. (Nessa visão, os costumes podem mudar, mas não a moralidade.)
Outros argumentam que a aplicação de critérios religiosos também sofreu variações com o decorrer do tempo. Agostinho de Hipona, por exemplo, defendia a existência de princípios morais atemporais, mas reconhecia que algumas práticas (como a poligamia) eram aceitas antes por serem tradições, mas que já não eram nem tradições, nem aceitáveis.
Por sua vez, Fischer escreve que, apesar de os historiadores nem sempre conseguirem evitar completamente essa falácia, eles certamente deveriam tentar se manter cientes de seus vieses e escrever história de tal modo a não construir uma representação distorcida do passado. 
Os críticos mais conservadores retratam a cena historiográfica moderna como tendendo ao presentismo, dando como exemplo a iniciativa Projeto 1619 como reflexo de uma dominação da ideologia “woke” na sociedade em geral.